# Арнольд, Фёдор Фёдорович
Фёдор Фёдорович Арнольд (1850—1915) — сенатор, тайный советник.

## Биография
Родился 22 января (3 февраля) 1850 года в семье Фёдора Карловича Арнольда.
Окончил юридический факультет Санкт-Петербургского университета. С 29 декабря 1872 года начал службу в ведомстве министерства юстиции. В 1891 году был прокурором Рязанского окружного суда.
В 1894 году назначен товарищем прокурора Санкт-Петербургской судебной палаты и в том же году стал прокурором Саратовской судебной палаты; в 1899—1900 гг. — прокурор Санкт-Петербургской судебной палаты, в 1900—1904 гг. — старший председатель Киевской судебной палаты, в 1904—1907 гг. — старший председатель Московской судебной палаты с назначением 11 августа 1904 года в Правительствующий сенат.
С 1 января 1896 года состоял в чине действительного статского советника, с 11 августа 1904 года — тайный советник.
Умер 12 (25) августа 1915 года в Финляндии.

## Семья
В мае 1873 года женился на Ольге Викторовне фон Кранц (1852—1876). В 1874 году у них родился сын Георгий, в 1875 — дочь Ольга (в замужестве Прокофьева); 30 ноября 1876 года жена умерла. Вторично он женился на Марии Петровне Коровиной, в браке с которой родилось ещё шестеро детей: Евгений, Екатерина, Елизавета, Карл, Фёдор и Владимир.

## Награды
- орден Св. Анны 2-й ст. (1893)
- орден Св. Владимира 3-й ст. (1898)
- орден Св. Станислава 1-й ст. (1900)